# Sommartider ’82 turné
Sommartider '82 turné var under perioden 14 juli-28 augusti 1982 den svenska popgruppen Gyllene Tiders tredje turné.

## Turnéplan
| Datum      | Arena                        | Ort           | Publik |
| ---------- | ---------------------------- | ------------- | ------ |
| 14 juli    | Folkets park                 | Ljusdal       |        |
| 15 juli    | Mugrönan                     | Visby         |        |
| 17 juli    | Folkets park                 | Hultsfred     |        |
| 21 juli    | Folkparken Valhall           | Bengtsfors    |        |
| 22 juli    | Folkets park                 | Hunnebostrand |        |
| 23 juli    | Spooky, Nöjesparken          | Varberg       |        |
| 24 juli    | Åhusparken                   | Åhus          |        |
| 28 juli    | Brunnsparken                 | Örebro        |        |
| 29 juli    | Folkets park                 | Mjölby        |        |
| 30 juli    | Folkets park                 | Köping        |        |
| 31 juli    | Folkets park                 | Västerås      |        |
| 1 augusti  | Slottsruinen                 | Borgholm      |        |
| 4 augusti  | Gubbakulan                   | Vrigstad      |        |
| 5 augusti  | Folkets park                 | Södertälje    |        |
| 6 augusti  | Kärrgruvan                   | Norberg       |        |
| 7 augusti  | Parken Zoo                   | Eskilstuna    |        |
| 11 augusti | Folkets park                 | Gävle         |        |
| 12 augusti | Jamtli                       | Östersund     |        |
| 13 augusti | Folkets park                 | Viskan        |        |
| 14 augusti | Bergsjöparken                | Bergsjö       |        |
| 15 augusti | Hösttinget                   | Grängesberg   |        |
| 19 augusti | Folkets park                 | Borlänge      |        |
| 20 augusti | Folkets park                 | Björneborg    |        |
| 21 augusti | Avestaparken                 | Avesta        |        |
| 25 augusti | Ekebergshallen               | Oslo          |        |
| 27 augusti | Östdals Hage                 | Värmbol       |        |
| 28 augusti | Konsertteatern, Folkets park | Linköping     |        |

## Medverkande
- Per Gessle - sång
- Micke "Syd" Andersson - trummor
- Göran Fritzon - synthesizer
- Anders Herrlin - bas
- Mats MP Persson - gitarr